# Akechi Mitsutada
Akechi Mitsutada (明智 光忠?; 1540 – 4 luglio 1582) è stato un samurai giapponese del periodo Sengoku, servitore del clan Akechi.

## Biografia
Mitsutada era cugino e servitore di Akechi Mitsuhide, anche se la sua esatta parentela è oggetto ancora oggi di dibattito. Gli fu dato il castello di Yakami nella provincia di Tamba dopo che gli Hatano furono sconfitti nel 1577. Nel 1582, immediatamente dopo l'uccisione di Oda Nobunaga presso Honnō-ji da parte di Mitsuhide, Mitsutada assaltò a Nijō l'erede di Nobunaga, Nobutada. Fu ferito da colpi di arma da fuoco durante l'assalto e sottoposto a cure mediche in un tempio vicino. 
Commise seppuku quando seppe della sconfitta di Mitsuhide a Yamazaki.